# 옻골마을
옻골마을(Otgol Village)은 대구광역시 동구 둔산동에 위치한 대구광역시의 마을이다. 국가지정문화재 제261호인 백불암 고택과, 등록문화재 268호 옻골마을 옛 담장이 존재하며, 대구의 전통적인 문화와 현대적인 관광 요소가 결합된 대구광역시의 대표적인 명소이다.

## 역사[1]

### 이름의 유래
옻골은 마을이 남쪽을 제외한 3면이 산과 들로 둘러싸여 있어 '골짜기'의 의미를 지니고 있으며, 주변에 옻나무가 많아 붙여진 이름이다. 약 400년 전 '옻걸' 또는 '칠계(漆溪)'라 불리다 간편하게 '옻골'로 변화하였다.

### 형성
1616년(광해군 8년), 조선 중기의 학자 최동집이 정착하면서 경주최씨 집성촌이 형성되었다. 현재 20여 채의 조선시대 가옥이 남아 있으며, 그중 백불암고택은 대구에서 가장 오래된 가옥으로 국가지정문화재 제261호로 지정되어 있다.

## 시설
자연환경: 옻골마을 입구에는 수령이 350년이 넘는 느티나무와 두 그루의 회화나무가 있으며, 마을 곳곳에는 조선시대 생활의 흔적이 남아 있다. 마을은 풍수 사상을 반영하여 조성되었고, 비보림과 인공 연못이 있어 쾌적한 주거환경을 유지하고 있다.
현황: 대구광역시는 경주최씨 종가 서쪽의 옛길과 담장을 전통 방식으로 복원하여 관광지로 개발하였으며, 2013년에는 '우리마을 향토자원 베스트 30'에 선정되었다. 옻골마을의 옛 담장은 등록문화재 제268호로 지정되어 있으며, 전통적인 흙과 돌로 쌓인 담장이 특징이다.

## 교통
버스를 이용할 경우 동구 3번(옻골방면) 버스를 타고 옻골마을에서 하차하거나, 방촌역 1번 출구에서 618, 719, 805, 836, 980번 시내버스로 환승할 수 있다. 지하철을 이용하는 경우, 1호선 방촌역 1번 출구로 나와 동구 3번 버스로 환승하면 된다.
승용차를 이용할 경우엔 해안초등학교를 지나면 주차장이 있다.